# Atsuko Nishida
Atsuko Nishida (西田 敦子 Nishida Atsuko?) es una artista gráfica japonesa que ha trabajado en Game Freak y TOYBOX Inc. Ha diseñado a varias criaturas para la franquicia Pokémon, entre ellas una de las especies pokemon más conocidas: Pikachu.

## Carrera
Nishida trabajaba en Game Freak en el juego Pulseman con el director de arte de Pokémon, Ken Sugimori. En el diseño inicial de los personajes, Sugimori hizo que la mayoría de los Pokémon fueran aterradores, pero se dio cuenta de que también quería tener personajes más adorables en el juego. Esto condujo al diseño de Pikachu, basado originalmente en un daifuku, un dulce japonés. Nishida cambió el diseño más tarde, basándose en una ardilla, ya que según ella, en ese momento estaba obsesionada con las ardillas. Las ardillas también fueron su inspiración para las mejillas eléctricas de Pikachu, ya que tienden a almacenar comida en sus mejillas. Satoshi Tajiri, uno de los creadores de Pokémon, cambió posteriormente el nombre del diseño de Pikachu al de un ratón. El diseño original incluía la evolución de Raichu, así como una tercera evolución que terminó siendo desechada.
Otros de los Pokémon que ha diseñado Nishida son Bulbasaur, Charmander y Squirtle. Además, diseñó algunas de las evoluciones de Eevee (también conocidas como "Eeveeluciones"), entre ellas Glaceon y Sylveon. Además, ha sido la artista de una gran cantidad de cartas del juego de cartas coleccionables Pokémon, incluida la carta de Pikachu Ilustrador, que se vendió por 195.000$ en 2019, lo que le valió el récord mundial Guinness de la carta coleccionable Pokémon más cara (en una subasta), superando el récord anterior de 2016, cuando una carta con el mismo diseño de Nishida se vendió por 54.970$
Nishida también ha trabajado para el estudio de desarrollo de videojuegos japonés TOYBOX Inc. en Hometown Story, un juego de Nintendo 3DS.

## Vida personal
Nishida es una persona muy reservada; pasó la totalidad de una entrevista de 2018 escondida detrás de un muñeco de peluche gigante de Pikachu.